# 291
| [ Edytuj tabelę ] |                                          |
| Król Aksum        | - 270 Endubis 300                        |
| Król Armenii      | - 287 Tiridates III 330                  |
| Cesarz Chin       | - 290 Jin Huidi 307                      |
| Władca Korei      | - 270 Sŏch’ŏn 292                        |
| Papież            | - 283 Kajus 296                          |
| Król Persji       | - 276 Bahram II 293                      |
| Cesarz Rzymu      | - 284 Dioklecjan 305 - 286 Maksymian 305 |

Rok 291 / CCXCI
stulecia: II wiek ~
III wiek ~
IV wiek

lata: 281 «
286 «
287 «
288 «
289 «
290 «
291
» 292
» 293
» 294
» 295
» 296
» 301

## Urodzili się
- św. Agnieszka Rzymianka